# Snedkeren
|  | Denne artikel er oprettet af botten Steenthbot ud fra en ekstern database. Den kan derfor have sproglige fejl eller mangler. Denne skabelon kan fjernes efter kontrol af indholdet. |

Snedkeren er en dansk undervisningsfilm fra 1969 instrueret af Henning Ebbesen og efter manuskript af Preben Nielsen.

## Handling
En snedker demonstrerer den gamle teknik i snedkerværkstedet i Den gamle by, Århus.